# Tolbiac (métro de Paris)
Pour les articles homonymes, voir Tolbiac.
Tolbiac est une station de la ligne 7 du métro de Paris, située dans le  13e arrondissement de Paris.

## Situation
La station est implantée sous l'avenue d'Italie, au nord de l'intersection avec la rue de Tolbiac. Approximativement orientée selon un axe nord-sud, elle s'intercale entre les stations Place d'Italie et Maison Blanche, cette dernière marquant la fin du tronc commun de la ligne avant les branches vers Mairie d'Ivry et Villejuif - Louis Aragon.

## Histoire

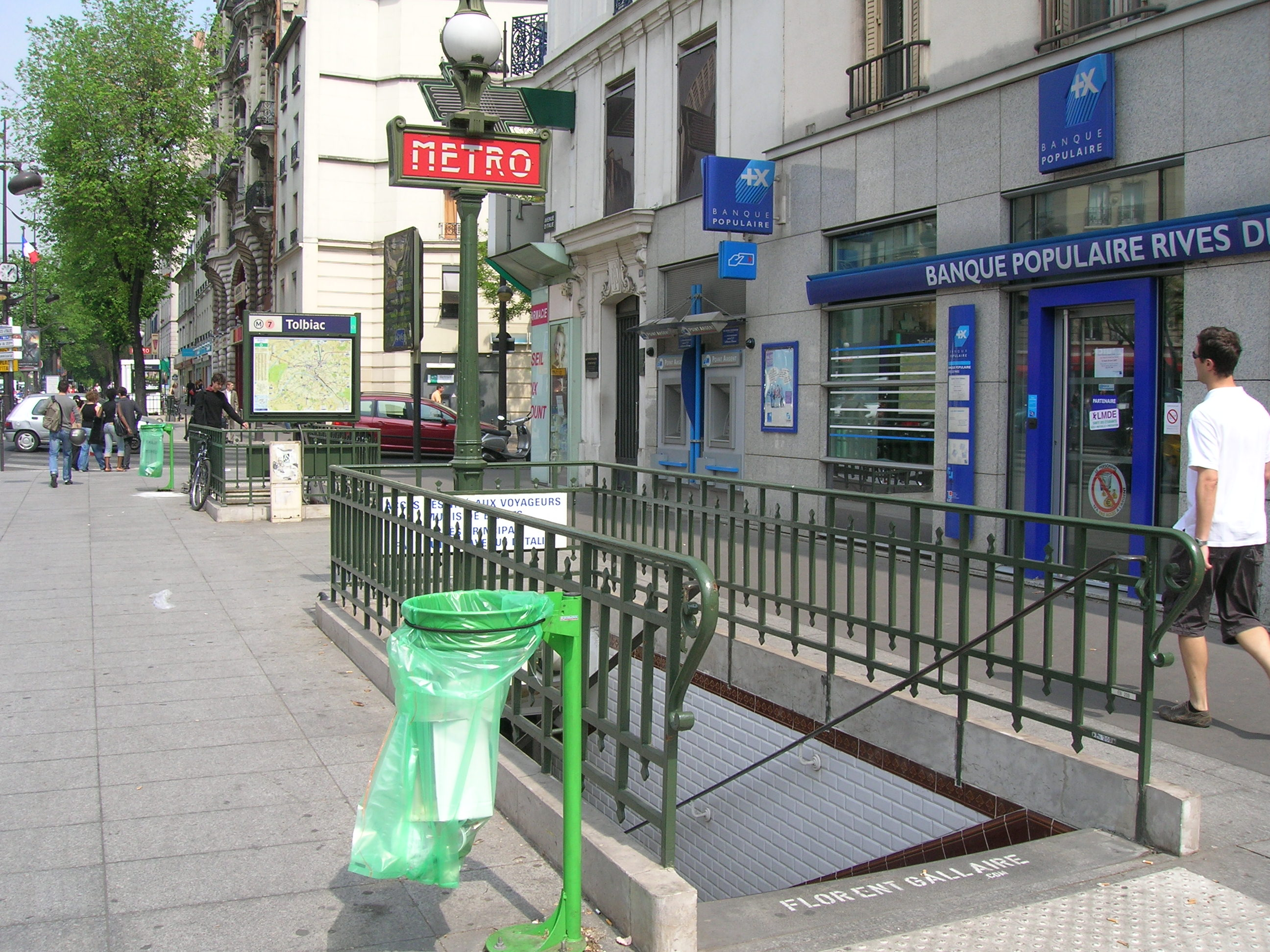
Un des accès de la station.

La station est ouverte le 7 mars 1930 avec la mise en service du prolongement de la ligne 10 depuis Place d'Italie jusqu'à Porte de Choisy.
Le 26 avril 1931, elle est transférée à la ligne 7, qui effectue alors le trajet de Pré-Saint-Gervais ou de Porte de la Villette jusqu'au terminus sud de Porte d'Ivry, lequel est inauguré à la même date (tandis que la ligne 10 est redirigée vers le terminus provisoire de Jussieu).
Elle doit sa dénomination à sa proximité avec la rue de Tolbiac, laquelle reprend l'ancien toponyme d'une cité de la région de Cologne (actuelle Zülpich).
Dans le cadre du programme « Renouveau du métro » de la RATP, les couloirs de la station et l'éclairage des quais ont été rénovés le 29 juin 2005.

Selon les estimations de la RATP, la station a vu entrer 3 191 066 voyageurs en 2019, ce qui la place à la 157e position des stations de métro pour sa fréquentation sur 302,. En 2020, avec la crise du Covid-19, son trafic annuel tombe à 1 496 862 voyageurs, la reléguant alors au 178e rang, avant de remonte progressivement en 2021 avec 2 287 918 entrants comptabilisés, ce qui la classe à la 153e position des stations du réseau pour sa fréquentation cette année-là.

## Services aux voyageurs

### Accès
La station dispose de quatre accès répartis en sept bouches de métro, chacune agrémentée d'une balustrade de type Dervaux et débouchant sur l'avenue d'Italie :
- l'accès 1 « Rue de Tolbiac », constitué de deux escalier fixes établis dos-à-dos dont un orné d'un candélabre Dervaux, se trouvant au droit du no 76 de l'avenue ;
- l'accès 2 « Avenue d'Italie », constitué d'un escalier mécanique montant permettant uniquement la sortie depuis le quai en direction de Mairie d'Ivry et Villejuif - Louis Aragon, se situant face au no 72 de l'avenue ;
- l'accès 3 « Rue Toussaint-Féron », comprenant deux escaliers fixes dos-à-dos dont un doté d'un mât Dervaux, débouchant au droit des nos 55 et 57 de l'avenue ;
- l'accès 4 « Rue de la Maison-Blanche », également constitué de deux escaliers fixes dos-à-dos dont un muni d'un totem Dervaux, se trouvant face aux nos 61 et 63 de l'avenue.

Accès à la station
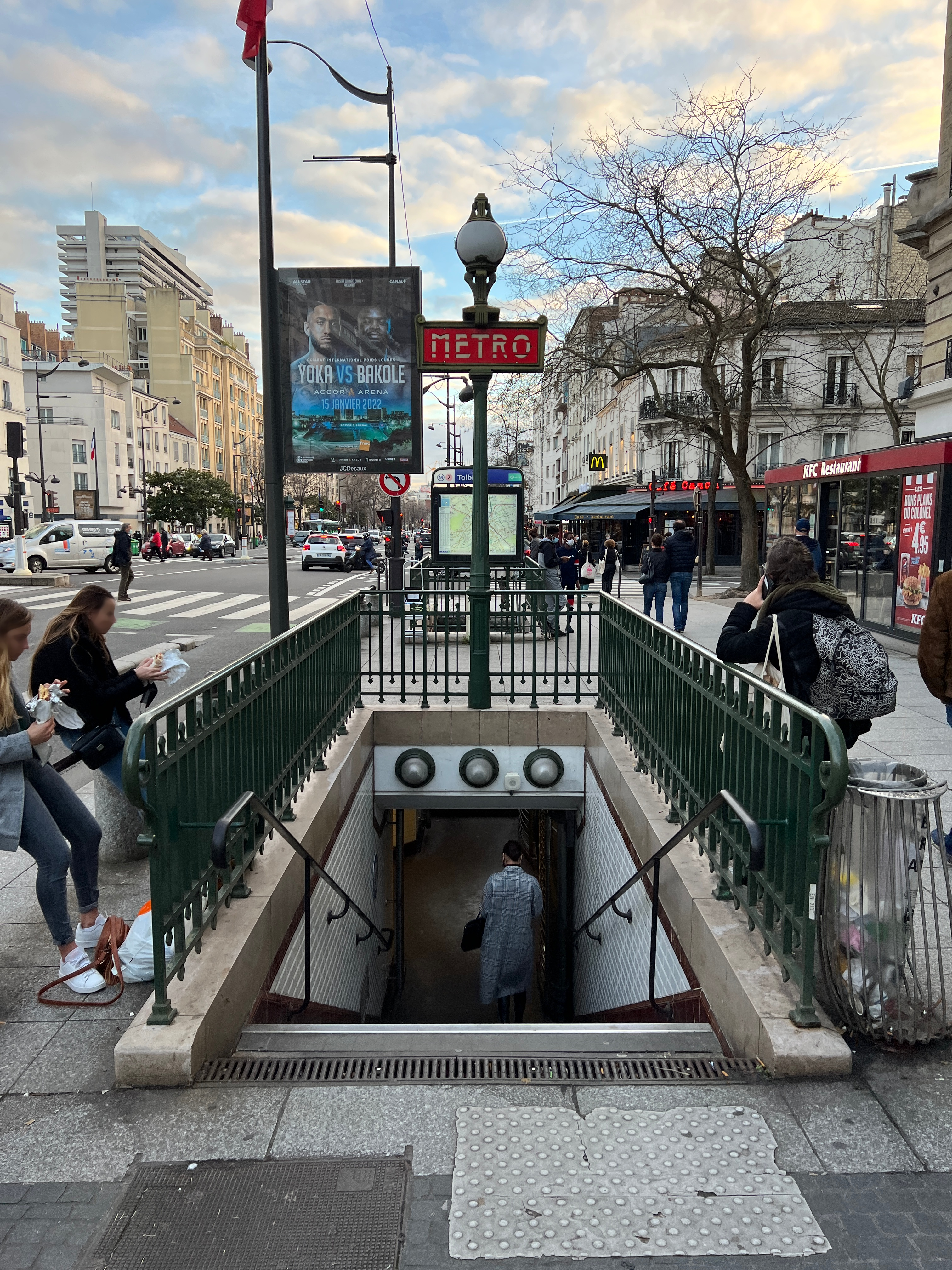
L'accès no 1 « Rue de Tolbiac ».
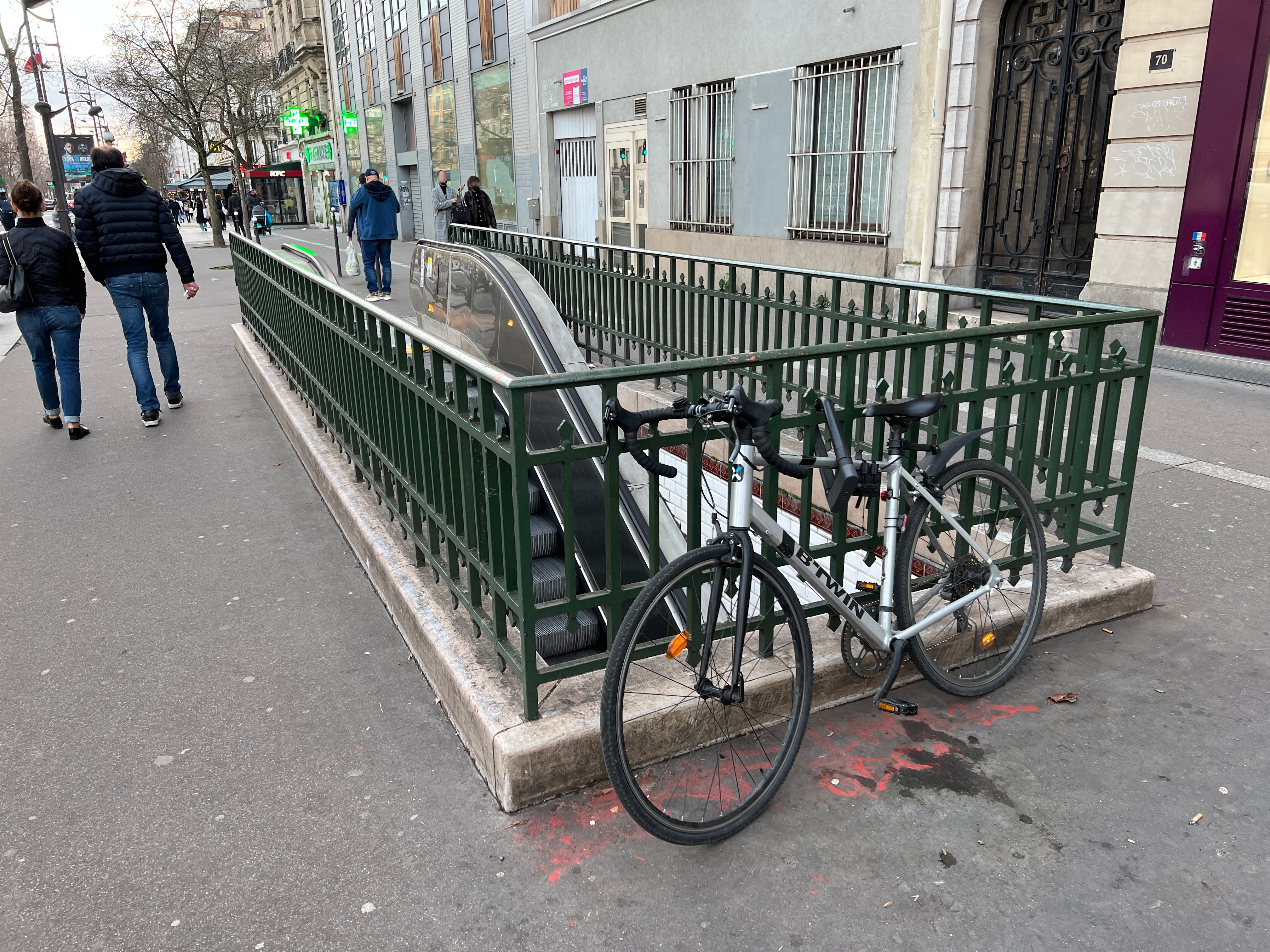
L'accès no 2 « Avenue d'Italie  ».
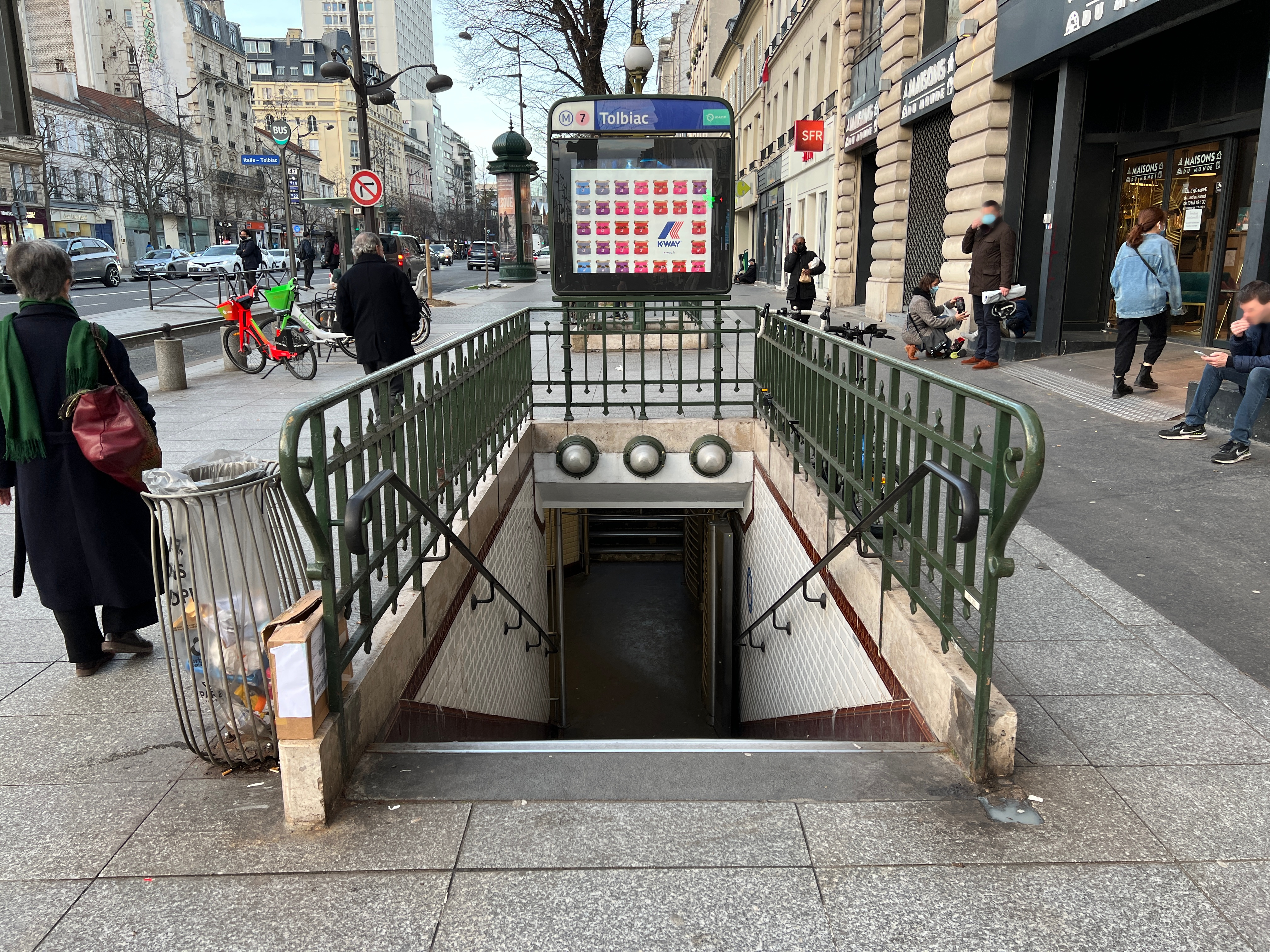
L'accès no 3 « Rue Toussaint-Féron ».
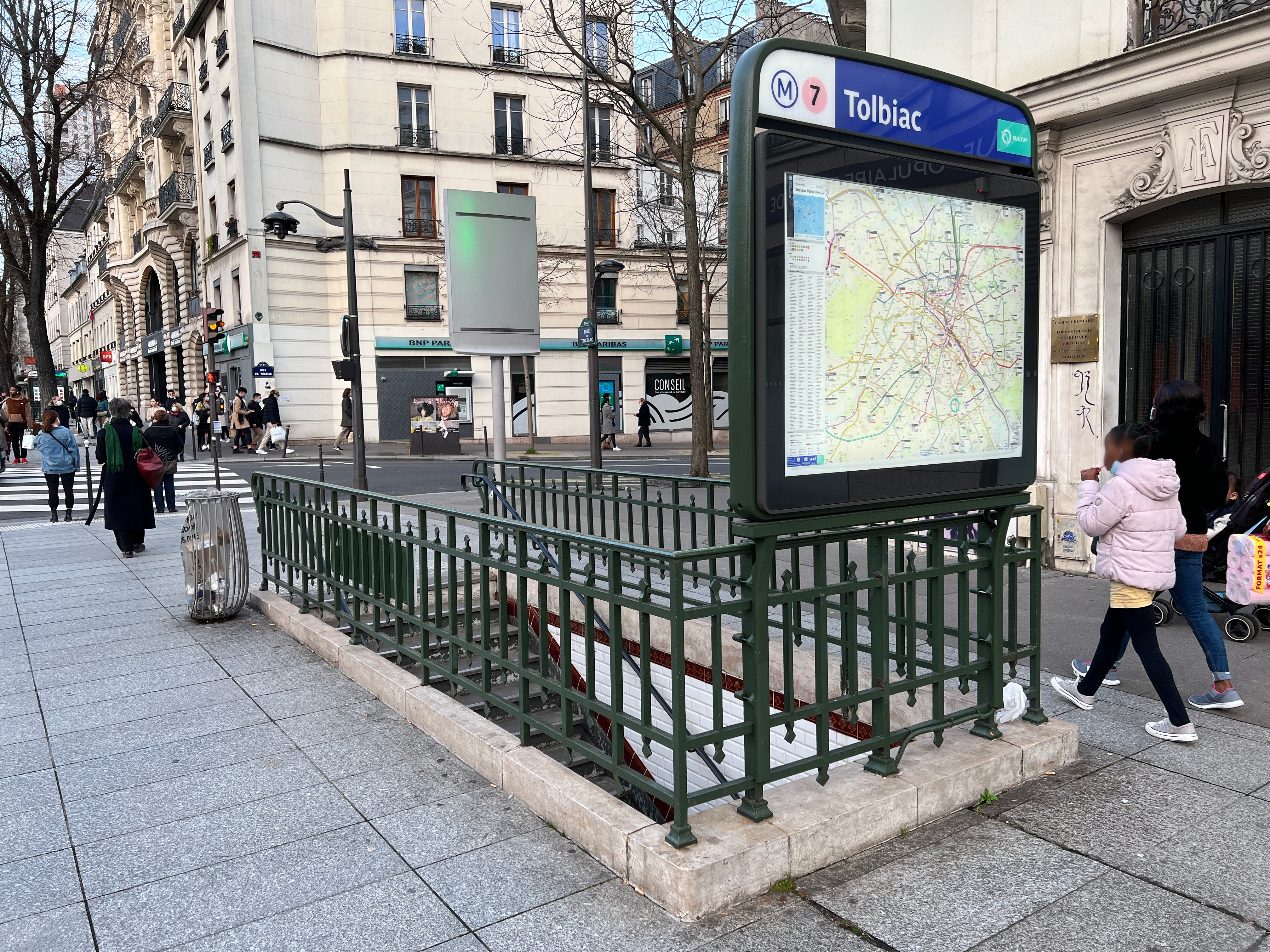
L'accès no 4 « Rue de la Maison-Blanche ».

### Quais
Tolbiac est une station de configuration standard : elle possède deux quais séparés par les voies du métro et la voûte est elliptique. La décoration est du style utilisé pour la majorité des stations du métro : les bandeaux d'éclairage sont blancs et arrondis dans le style « Gaudin » du renouveau du métro des années 2000, et les carreaux en céramique blancs biseautés recouvrent les pieds-droits, la voûte et les tympans. Les cadres publicitaires sont en faïence de couleur miel à motifs végétaux et le nom de la station est également en faïence dans le style d'entre-deux-guerres de la CMP d'origine. Les sièges de style « Motte » sont de couleur rouge.

### Intermodalité
La station est desservie par les lignes 47 et 62 et par celle du service urbain La Traverse Bièvre Montsouris du réseau de bus RATP.

## À proximité
- Quartier asiatique
- Parc de Choisy
- Lycée Claude-Monet
- Église Sainte-Anne de la Butte-aux-Cailles